# Jonathan Meléndez
Jonathan Samuel Meléndez Ochoa (Ciudad de México; 7 de abril de 1988), más conocido como Honas, es un tecladista, compositor y productor mexicano. En 2013 fundó el grupo de synthpop, Camilo Séptimo alado de Coe y Erik con quien recibió dos nominaciones a los Premios IMAs por artista nuevo y canción del año con «No confíes en mí» en 2015 y uno a los Premios MTV Miaw por vídeo del año con «Inevitable» en 2022.
Junto a Camilo Séptimo, ha lanzado 4 álbumes de estudio: Óleos de 2017, Navegantes de 2019, Ecos de 2022 y Jardín de las almas de 2023. Además de un EP titulado; Maya en 2014. Entre sus canciones más conocidas se encuentran «Miénteme», «No te puedo olvidar», «Vicio», «Inevitable», «Contacto», «No confíes en mí», «Contracorriente», «Galáctica» y «Como tú». También actúa en los coros para las presentaciones en vivo.

## Biografía
Jonathan nació en la Ciudad de México y desde joven se interesó por la música, estudiando piano y otros instrumentos a lo largo de su infancia y adolescencia. Antes de unirse a Camilo Séptimo en 2013, Honas colaboró con diversas agrupaciones locales, donde adquirió experiencia en interpretación y composición. Su formación musical le permitió explorar distintos géneros. Ha contribuido al sonido de la banda, incorporando sintetizadores y efectos en sus composiciones. Participó en el desarrollo de canciones como «Miénteme», «No te puedo olvidar» y «Vicio», entre otras en los cuatro álbumes. Además de su trabajo con la banda, Jonathan también exploró proyectos en solitario y colaboraciones con otros artistas. A lo largo de su carrera, ha sido parte del panorama musical en México y contribuyó a la evolución de Camilo Séptimo en la escena del rock en español.

## Carrera artística

### 2013-presente: Con Camilo Séptimo
Jonathan Meléndez, Manuel Mendoza, Erik Vázquez fueron músicos que, tras participar en varios proyectos individuales, se unieron en 2013 para formar Camilo Séptimo. La banda desarrolló un sonido cohesivo, resultado de la experiencia de sus integrantes. Su primer sencillo se tituló «Portales», una canción que combinó rock y pop nostálgico. La pieza incluyó guitarras reverberadas y sintetizadores que crearon atmósferas, junto con una batería de ritmo dinámico y líneas de bajo. «No confíes en mí» fue el sencillo que los lanzó a la fama.

## Discografía

### Con Camilo Séptimo
| Álbumes de estudio - 2017: Óleos - 2019: Navegantes - 2022: Ecos - 2023: Jardín de las almas | EPs - 2014: Maya |

## Premios y nominaciones
Con Camilo Séptimo
| Año  | Entrega          | Entrega         | Nominación         | Resultado | Ref.   |
| ---- | ---------------- | --------------- | ------------------ | --------- | ------ |
| 2015 | Premios IMAs     | Artista nuevo   | Camilo Séptimo     | Nominado  | [ 17 ] |
| 2015 | Premios IMAs     | Canción del año | «No confíes en mí» | Nominado  | [ 17 ] |
| 2022 | Premios MTV Miaw | Video del año   | «Inevitable»       | Nominado  | [ 18 ] |